# Orobanche thapsoides
Orobanche thapsoides är en snyltrotsväxtart som beskrevs av Michele Lojacono-Pojero. Orobanche thapsoides ingår i släktet snyltrötter, och familjen snyltrotsväxter. Inga underarter finns listade i Catalogue of Life.